# Jan Lambrecht Domien Sleeckx
Jan Lambrecht Domien Sleeckx, más néven Dominicus Jan Lambrecht (Antwerpen, 1818. február 2. – Liège, 1901. október 13.) flamand író.
Karrierjét hivatalnokként és újságíróként kezdte. 1861-ben hollandtanár lett Lierben, később az általános iskolák vezető felügyelője. Irodalmi karrierjét a romantikus Kronyken der Straten van Antwerpen (3 kötet, 1843) hozta meg. Hendrik Conscience idealizáló stílusa ellen fordult, és a mérsékelt realizmus odaadó támogatója lett, amit elviekben is megvédett (Over het realismus in de letterkunde, 1862). 1844-ben egyike volt az első flamand érdekeltségű napilap, a Vlaemsch Belgie alapító tagjainak.

## Művei

### Regényei, színdarabjai
Regényeiben és színdarabjaiban a parasztok és a polgárok önző magatartásáról és a tengerészek kalandjairól készített remek rajzolatokat.
- Tybaerts en Cie (1867)
- De plannen van Peerjan (1868)

### Színművei
- Jan Steen (1852)
- Gentry – komédia, mely nemzeti díjat kapott 1861-ben.
- De vissers van Blankenberg (1870), és patrióta drámája a
- Zannekin (1865).

### Állatmeséi
Állatmeséit tekintik legjobb munkáinak:
- Arabella Knox (1855) az angol humort vezette be Flandriában. Életteli cselekménye miatt a mai olvasók számára is olvasmányos maradt. J.P. Vandevelde-vel közösen szótárakat jelentetett meg.